# A Juventus FC 2020–2021-es szezonja
Ez a szócikk a Juventus FC 2020–2021-es szezonjáról szól, mely sorozatban a 14., összességében pedig a 123. idénye az olasz első osztályban. Az előző szezon bajnokként a hazai bajnokság mellett az olasz kupában és a bajnokok ligájában indulhat. A szezon 2020. szeptember 19-én kezdődött és 2021. május 23-án fejeződött be.

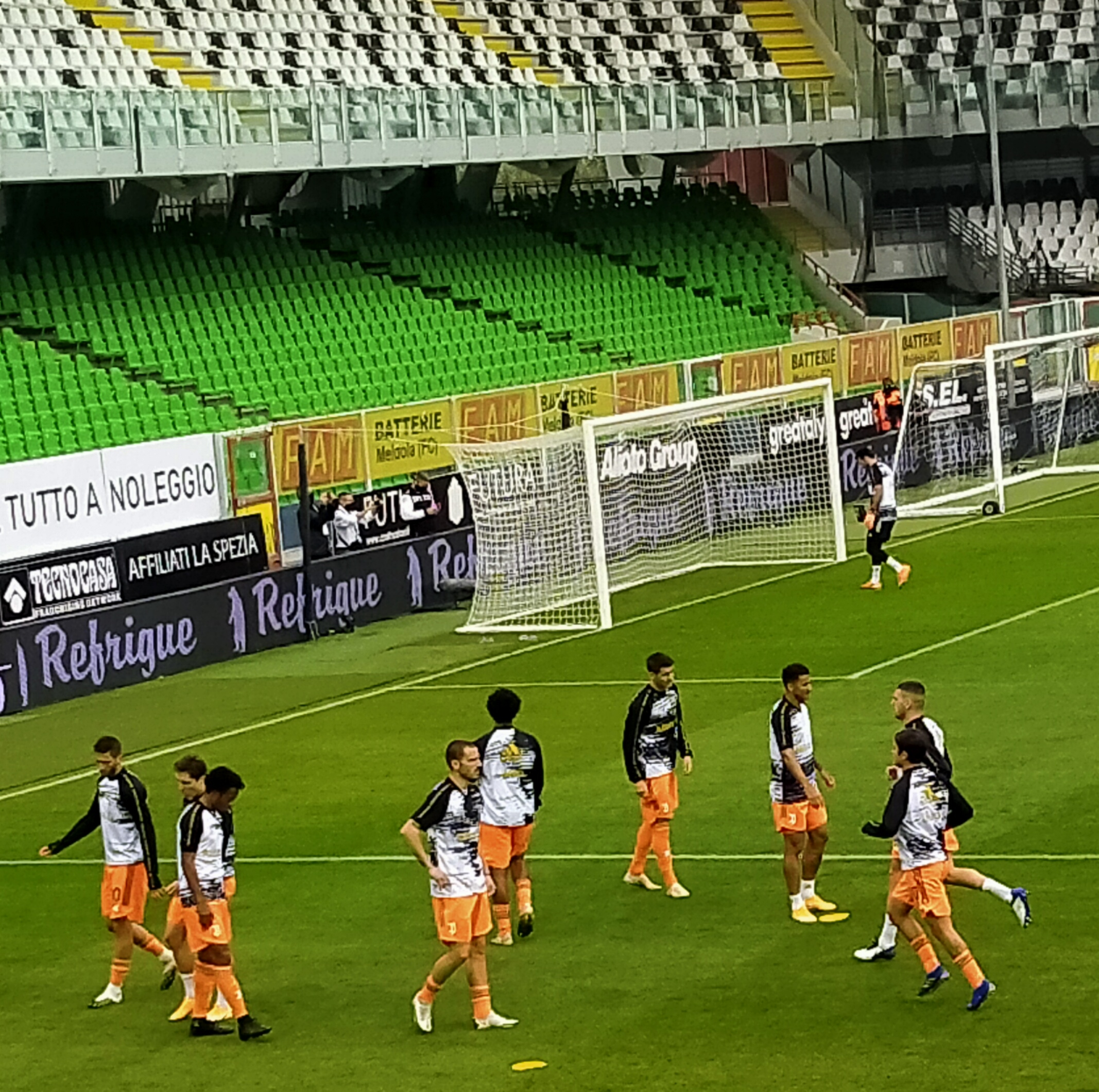
Juventus játékosai bemelegítenek a Spezia elleni 2020. november 01-jei bajnoki mérkőzés előtt.

## Mezek
Gyártó: Adidas
mezszponzor: FIAT S.p.A (Jeep)
| Hazai | Vendég | 3. számú |

## Átigazolások
2020. évi nyári átigazolási időszak, 
 2021. évi téli átigazolási időszak

### Érkezők
| Dátum                | Mezszám | Poszt       | Nemzet   | Név                | Kor | Honnan          | Szerződés megnevezése | Átigazolási időszak                 | Szerződés vége | Átigazolás összege                                                                             | Forrás |
| -------------------- | ------- | ----------- | -------- | ------------------ | --- | --------------- | --------------------- | ----------------------------------- | -------------- | ---------------------------------------------------------------------------------------------- | ------ |
| 2020. június 29.     | 8       | középpályás | brazil   | Arthur             | 23  | Barcelona       | átigazolás            | 2020. évi nyári átigazolási időszak |                | 72M+10M €                                                                                      | [ 1 ]  |
| 2020. június 30.     |         | csatár      | portugál | Félix Correia      | 19  | Manchester City | átigazolás            | 2020. évi nyári átigazolási időszak |                | 10.5M €                                                                                        |        |
| 2020. augusztus 30.  |         | középpályás | amerikai | Weston McKennie    | 22  | Schalke 04      | kölcsönbe             | 2020. évi nyári átigazolási időszak |                | 4.5M € (esetleges vásárlás után további 18.5M+7M €)                                            | [ 2 ]  |
| 2020. szeptember 1.  |         | középpályás | svéd     | Dejan Kulusevski   | 20  | Parma           | átigazolás            | 2020. évi nyári átigazolási időszak |                | lejárt a szerződése                                                                            |        |
| 2020. szeptember 22. | 9       | csatár      | spanyol  | Álvaro Morata      | 27  | Atlético Madrid | átigazolás            | 2020. évi nyári átigazolási időszak |                | 10M € esetleges vásárlási opcióval:45M €                                                       | [ 3 ]  |
| 2020. október 03.    |         | középpályás | olasz    | Rolando Mandragora | 23  | Udinese         | átigazolás            | 2020. évi nyári átigazolási időszak |                | 10.7M €                                                                                        | [ 4 ]  |
| 2020. október 05.    | 22      | középpályás | olasz    | Federico Chiesa    | 22  | Fiorentina      | átigazolás            | 2020. évi nyári átigazolási időszak |                | 3M € az első szezonjában, 7M € a második szezonjában, esetleges vásárlási opcióval:40M + 10 M€ | [ 5 ]  |
| 2021. február 01.    |         | középpályás | olasz    | Rolando Mandragora | 23  | Udinese         | Kölcsönből vissza     | 2021. évi téli átigazolási időszak  |                | lejárt a kölcsön szerződése                                                                    | [ 6 ]  |
| 2021. február 01.    | 24      | hátvéd      | olasz    | Daniele Rugani     | 26  | Rennes          | Kölcsönből vissza     | 2021. évi téli átigazolási időszak  |                | lejárt a kölcsön szerződése                                                                    | [ 6 ]  |

### Kölcsönből visszatérők
| Dátum               | Mezszám | Poszt  | Nemzet   | Név             | Kor | Honnan   | Szerződés megnevezése | Átigazolási időszak                 | Szerződés vége | Átigazolás összege | Forrás |
| ------------------- | ------- | ------ | -------- | --------------- | --- | -------- | --------------------- | ----------------------------------- | -------------- | ------------------ | ------ |
| 2020. szeptember 1. |         | kapus  | argentin | Cristian Romero | 22  | Genoa    | kölcsönből vissza     | 2020. évi nyári átigazolási időszak |                |                    |        |
| 2020. szeptember 1. |         | hátvéd | olasz    | Luca Pellegrini | 21  | Cagliari | kölcsönből vissza     | 2020. évi nyári átigazolási időszak |                |                    |        |

### Távozók
| Mezszám | Dátum               | Poszt       | Nemzet  | Név             | Kor | Hová        | Ár                  | forrás |
| ------- | ------------------- | ----------- | ------- | --------------- | --- | ----------- | ------------------- | ------ |
| 5       | 2020. június 29.    | hátvéd      | bosnyák | Miralem Pjanić  | 30  | Barcelona   | 60M+5M €            | [ 7 ]  |
| 14      | 2020. augusztus 12. | középpályás | francia | Blaise Matuidi  | 33  | Inter Miami | lejárt a szerződése | [ 8 ]  |
|         | 2020. június 30.    | Csatár      | angol   | Stephy Mavididi | 22  | Montpellier | 6.3M €              |        |

### Kölcsönbe távozók
| Mezszám | Dátum               | Poszt  | Nemzet | Név          | Kor | Hová       | Ár        | forrás |
| ------- | ------------------- | ------ | ------ | ------------ | --- | ---------- | --------- | ------ |
| 20      | 2020. szeptember 1. | csatár | horvát | Marko Pjaca  | 25  | Anderlecht | kölcsönbe |        |
|         | 2020. szeptember 1. | Kapus  | olasz  | Mattia Perin | 27  | Genoa      | kölcsönbe |        |

## Előszezon/barátságos mérkőzés
| 2020. szeptember 13. 10:30 |

| Juventus                                                         | 5 – 0               | Novara |
| ---------------------------------------------------------------- | ------------------- | ------ |
| Ronaldo 20' Ramsey 56' Pjaca 43' Portanova 90+1' Portanova 90+3' | (1 – 0) Jegyzőkönyv |        |

| Juventus edző center, Continassa, Torino, Olaszország Játékvezető: Davide Gandino (olasz) |

## Keret
Legutóbb 2020. október 7-én lett frissítve.
| Mezszám       | Név                   | Nemzet    | Posztok     | Szül. év (kor)                | Megjegyzés:                      |         |         |         |         |
| Kapusok       | Kapusok               | Kapusok   | Kapusok     | Kapusok                       | Kapusok                          | Kapusok | Kapusok | Kapusok | Kapusok |
| ------------- | --------------------- | --------- | ----------- | ----------------------------- | -------------------------------- | ------- | ------- | ------- | ------- |
| 1             | Wojciech Szczęsny     | lengyel   | kapus       | 1990. április 18. (34 éves)   |                                  |         |         |         |         |
| 31            | Carlo Pinsoglio       | olasz     | kapus       | 1990. március 16. (35 éves)   |                                  |         |         |         |         |
| 77            | Gianluigi Buffon      | olasz     | kapus       | 1978. január 28. (47 éves)    |                                  |         |         |         |         |
| Védők         |                       |           |             |                               |                                  |         |         |         |         |
| 3             | Giorgio Chiellini     | olasz     | hátvéd      | 1984. augusztus 14. (40 éves) | csapatkapitány                   |         |         |         |         |
| 4             | Matthijs de Ligt      | holland   | hátvéd      | 1999. augusztus 12. (25 éves) |                                  |         |         |         |         |
| 12            | Alex Sandro           | brazil    | hátvéd      | 1991. január 26. (34 éves)    |                                  |         |         |         |         |
| 13            | Danilo Luiz da Silva  | brazil    | hátvéd      | 1991. július 15. (33 éves)    |                                  |         |         |         |         |
| 16            | Juan Cuadrado         | kolumbiai | hátvéd      | 1988. május 26. (36 éves)     |                                  |         |         |         |         |
| 19            | Leonardo Bonucci      | olasz     | hátvéd      | 1987. május 1. (37 éves)      |                                  |         |         |         |         |
| 28            | Merih Demiral         | török     | hátvéd      | 1998. március 5. (27 éves)    |                                  |         |         |         |         |
| 38            | Gianluca Frabotta     | olasz     | hátvéd      | 1999. június 24. (25 éves)    |                                  |         |         |         |         |
| Középpályások |                       |           |             |                               |                                  |         |         |         |         |
| 5             | Arthur Melo           | brazíl    | középpályás | 1996. augusztus 12. (28 éves) |                                  |         |         |         |         |
| 6             | Sami Khedira          | német     | középpályás | 1987. április 4. (37 éves)    |                                  |         |         |         |         |
| 8             | Aaron Ramsey          | walesi    | középpályás | 1990. december 26. (34 éves)  |                                  |         |         |         |         |
| 14            | Weston McKennie       | amerikai  | középpályás | 1998. augusztus 28. (26 éves) | kölcsönben a Schalketól          |         |         |         |         |
| 22            | Federico Chiesa       | olasz     | középpályás | 1997. október 25. (27 éves)   | kölcsönben a Fiorentinatól       |         |         |         |         |
| 25            | Adrien Rabiot         | francia   | középpályás | 1995. április 3. (29 éves)    |                                  |         |         |         |         |
| 30            | Rodrigo Bentancur     | uruguayi  | középpályás | 1997. június 5. (27 éves)     |                                  |         |         |         |         |
| 33            | Federico Bernardeschi | olasz     | középpályás | 1994. február 16. (31 éves)   |                                  |         |         |         |         |
| 44            | Dejan Kulusevski      | svéd      | középpályás | 2000. április 25. (24 éves)   |                                  |         |         |         |         |
| Csatárok      |                       |           |             |                               |                                  |         |         |         |         |
| 7             | Cristiano Ronaldo     | portugál  | csatár      | 1985. február 5. (40 éves)    |                                  |         |         |         |         |
| 9             | Álvaro Morata         | spanyol   | csatár      | 1992. október 23. (32 éves)   | kölcsönben az Atlético Madridtól |         |         |         |         |
| 10            | Paulo Dybala          | argentin  | csatár      | 1993. november 15. (31 éves)  |                                  |         |         |         |         |

## Szakmai stáb
Legutóbb 2020. augusztus 8-án lett frissítve.
| Megnévezés                               | Név                   |
| Edzők                                    | Edzők                 |
| ---------------------------------------- | --------------------- |
| Vezetőedző                               | Andrea Pirlo          |
| Segédedző                                | Giovanni Martusciello |
| További edzők                            | Marco Ianni           |
| További edzők                            | Gianni Picchioni      |
| További edzők                            | Loris Beoni           |
| Kapusedző                                | Claudio Filippi       |
| Kapusedző                                | Massimo Nenci         |
| Erőnlét                                  |                       |
| Erőnléti vezető                          | Daniele Tognaccini    |
| Erőnléti edzők                           | Andrea Pertusio       |
| Erőnléti edzők                           | Davide Losi           |
| Erőnléti edzők                           | Enrico Maffei         |
| Erőnléti edzők                           | Duccio Ferrari Bravo  |
| Erőnléti edzők                           | Davide Ranzato        |
| Sporttudomány                            |                       |
| Sporttudományi vezető                    | Roberto Sassi         |
| Sporttudományi szakértő és erőnléti edző | Antonio Gualtieri     |
| Sporttudományi tiszt                     | Darragh Connolly      |
| Csapatorvosok                            |                       |
| Csapatorvos vezetője                     | Luca Stefanini        |
| Csapatorvos                              | Nikos Tzouroudis      |
| Csapatorvosi medikus                     | Marco Freschi         |
| Mérkőzés elemzők                         |                       |
| Mérkőzés elemzők vezetője                | Riccardo Scirea       |
| Mérkőzés elemző                          | Domenico Vernamonte   |
| Mérkőzés elemző                          | Giuseppe Maiuri       |

## Végeredmény
| Hely. | Csapat      | M  | Gy | D | V  | G+ | G– | Gk  | P  | Továbbjutás vagy kiesés            |
| ----- | ----------- | -- | -- | - | -- | -- | -- | --- | -- | ---------------------------------- |
| 2.    | Milan       | 38 | 24 | 7 | 7  | 74 | 41 | +33 | 79 | Bajnokok Ligája, csoportkör        |
| 3.    | Atalanta    | 38 | 23 | 9 | 6  | 90 | 47 | +43 | 78 | Bajnokok Ligája, csoportkör        |
| 4.    | Juventus CV | 38 | 23 | 9 | 6  | 77 | 38 | +39 | 78 | Bajnokok Ligája, csoportkör        |
| 5.    | Napoli      | 38 | 24 | 5 | 9  | 86 | 41 | +45 | 77 | Európa-liga, csoportkör            |
| 6.    | Lazio       | 38 | 21 | 5 | 12 | 61 | 55 | +6  | 68 | Európa Konferencia Liga, rájátszás |

## Serie A

### Szeptember
| 2020. szeptember 20. 20:45 |

| Juventus                               | 3 – 0               | Sampdoria |
| -------------------------------------- | ------------------- | --------- |
| Kulusevski 13' Bonucci 78' Ronaldo 88' | (1 – 0) Jegyzőkönyv |           |

| Allianz Stadion, Torino Játékvezető: Marco Piccinini (olasz) |

| 2020. szeptember 27. 20:45 |

| AS Roma                        | 2 – 2               | Juventus                    |
| ------------------------------ | ------------------- | --------------------------- |
| Veretout 31' (11-esből), 45+1' | (2 – 1) Jegyzőkönyv | 43' (11-esből), 69' Ronaldo |

| Olimpiai Stadion, Róma Nézőszám: 0 Játékvezető: Marco Di Bello (olasz) |

### Október
| 2020. október 17. 20:45 |

| Crotone             | 1 – 1               | Juventus   |
| ------------------- | ------------------- | ---------- |
| Simy 12' (11-esből) | (1 – 1) Jegyzőkönyv | 21' Morata |

| Ezio Scida Stadion, Crotone Játékvezető: Francesco Fourneau (olasz) |

| 2020. október 25. 20:45 |

| Juventus       | 1 – 1               | Hellas Verona |
| -------------- | ------------------- | ------------- |
| Kulusevski 77' | (0 – 0) Jegyzőkönyv | 60' Favilli   |

| Allianz Stadion, Torino Nézőszám: 1 000 Játékvezető: Fabrizio Pasqua (olasz) |

### November
| 2020. November 1. 15:00 |

| Spezia     | 1 – 4               | Juventus                                          |
| ---------- | ------------------- | ------------------------------------------------- |
| Pobega 32' | (1 – 1) Jegyzőkönyv | 14' Morata 59', 76' (11-esből) Ronaldo 67' Rabiot |

| Alberto Picco stadion, La Spezia Játékvezető: Rosario Abisso (olasz) |

| 2020. November 8. |

| Lazio         | 1 – 1               | Juventus    |
| ------------- | ------------------- | ----------- |
| Caicedo 90+5' | (0 – 1) Jegyzőkönyv | 15' Ronaldo |

| Olimpiai Stadion, Róma Játékvezető: Davide Massa (olasz) |

| 2020. November 21. 20:45 |

| Juventus         | 2 – 0               | Cagliari |
| ---------------- | ------------------- | -------- |
| Ronaldo 38', 42' | (2 – 0) Jegyzőkönyv |          |

| Juventus Aréna, Torino Játékvezető: Fabio Maresca (olasz) |

| 2020. November 28. 18:00 |

| Benevento     | 1 – 1               | Juventus   |
| ------------- | ------------------- | ---------- |
| Letizia 45+3' | (1 – 1) Jegyzőkönyv | 21' Morata |

| Ciro Vigorito Stadion, Benevento Játékvezető: Fabrizio Pasqua (olasz) |

### December
| 2020. december 5. 18:00 |

| Juventus                 | 2 – 1               | Torino      |
| ------------------------ | ------------------- | ----------- |
| McKennie 77' Bonucci 89' | (0 – 1) Jegyzőkönyv | 9' N’Koulou |

| Juventus Aréna, Torino Nézőszám: 0 Játékvezető: Daniele Orsato (olasz) |

| 2020. december 13. 18:00 |

| Genoa       | 1 – 3               | Juventus                                          |
| ----------- | ------------------- | ------------------------------------------------- |
| Sturaro 61' | (0 – 0) Jegyzőkönyv | 57' Dybala 78' (11-esből), 89' (11-esből) Ronaldo |

| Luigi Ferraris Stadion, Genova Nézőszám: 0 Játékvezető: Marco Di Bello (olasz) |

| 2020. december 16. 18:30 |

| Juventus           | 1 – 1               | Atalanta    |
| ------------------ | ------------------- | ----------- |
| Chiesa 29' Ronaldo | (1 – 0) Jegyzőkönyv | 57' Freuler |

| Juventus Aréna, Torino Nézőszám: 0 Játékvezető: Daniele Doveri (olasz) |

| 2020. december 19. 20:45 |

| Parma | 0 – 4           | Juventus                                   |
| ----- | --------------- | ------------------------------------------ |
|       | (–) Jegyzőkönyv | Kulusevski 23' 26', 48' Ronaldo 86' Morata |

| Ennio Tardini Stadion, Parma Nézőszám: 0 Játékvezető: Gianpaolo Calvarese (olasz) |

| 2020. december 22. 20:45 |

| Juventus | 0 – 3               | Fiorentina                              |
| -------- | ------------------- | --------------------------------------- |
|          | (0 – 1) Jegyzőkönyv | 3' Vlahović 76' Alex Sandro 81' Cáceres |

| Juventus Aréna, Torino Nézőszám: 0 Játékvezető: Federico La Penna (olasz) |

### Január
| 2021. január 3. 20:45 |

| Juventus                                 | 4 – 1               | Udinese       |
| ---------------------------------------- | ------------------- | ------------- |
| Ronaldo 31', 70' Chiesa 49' Dybala 90+3' | (1 – 0) Jegyzőkönyv | 90' Zeegelaar |

| Juventus Aréna, Torino Nézőszám: 0 Játékvezető: Piero Giacomelli (olasz) |

| 2021. január 6. 20:45 |

| AC Milan     | 1 – 3               | Juventus                     |
| ------------ | ------------------- | ---------------------------- |
| Calabria 41' | (1 – 1) Jegyzőkönyv | 18', 62' Chiesa 76' McKennie |

| San Siro, Milánó Nézőszám: 0 Játékvezető: Massimiliano Irrati (olasz) |

| 2021. január 10. 20:45 |

| Juventus                            | 3 – 1               | Sassuolo   |
| ----------------------------------- | ------------------- | ---------- |
| Danilo 50' Ramsey 82' Ronaldo 90+2' | (0 – 0) Jegyzőkönyv | 58' Defrel |

| Juventus Aréna, Torino Nézőszám: 0 Játékvezető: Davide Massa (olasz) |

| 2021. január 17. 20:45 |

| Internazionale        | 2 – 0               | Juventus |
| --------------------- | ------------------- | -------- |
| Vidal 12' Barella 52' | (1 – 0) Jegyzőkönyv |          |

| Giuseppe Meazza Stadion, Milánó Nézőszám: 0 Játékvezető: Daniele Doveri (olasz) |

| 2021. január 24. 12:30 |

| Juventus                | 2 – 0               | Bologna |
| ----------------------- | ------------------- | ------- |
| Arthur 15' McKennie 71' | (1 – 0) Jegyzőkönyv |         |

| Juventus Aréna, Torino Játékvezető: Juan Luca Sacchi (olasz) |

| 2021. január 30. 18:00 |

| Sampdoria | 0 – 2               | Juventus                |
| --------- | ------------------- | ----------------------- |
|           | (0 – 1) Jegyzőkönyv | 20' Chiesa 90+1' Ramsey |

| Luigi Ferraris Stadion, Genova Nézőszám: 0 Játékvezető: Michael Fabbri (olasz) |

### Február
| 2021. február 6. 18:00 |

| Juventus               | 2 – 0               | AS Roma |
| ---------------------- | ------------------- | ------- |
| Ronaldo 13' Ibañez 69' | (1 – 0) Jegyzőkönyv |         |

| Juventus Aréna, Torino Nézőszám: 0 Játékvezető: Daniele Orsato (olasz) |

| 2021. február 13. 18:00 |

| Napoli                 | 1 – 0       | Juventus |
| ---------------------- | ----------- | -------- |
| Insigne 31' (11-esből) | Jegyzőkönyv |          |

| Diego Armando Maradona Stadion, Nápoly Játékvezető: Daniele Doveri (olasz) |

| 2021. február 22. 20:45 |

| Juventus                        | 3 – 0               | Crotone |
| ------------------------------- | ------------------- | ------- |
| Ronaldo 38', 45+1' McKennie 66' | (2 – 0) Jegyzőkönyv |         |

| Juventus Aréna, Torino Nézőszám: 0 Játékvezető: Valerio Marini (olasz) |

| 2021. február 27. 20:45 |

| Hellas Verona | 1 – 1               | Juventus    |
| ------------- | ------------------- | ----------- |
| Barák 77'     | (0 – 0) Jegyzőkönyv | 49' Ronaldo |

| Marcantonio Bentegodi Stadion, Verona Nézőszám: 0 Játékvezető: Fabio Maresca (olasz) |

### Március
| 2021. március 2. 20:45 |

| Juventus                          | 3 – 0               | Spezia    |
| --------------------------------- | ------------------- | --------- |
| Morata 62' Chiesa 71' Ronaldo 89' | (0 – 0) Jegyzőkönyv | Galabinov |

| Juventus Aréna, Torino Nézőszám: 0 Játékvezető: Juan Luca Sacchi (olasz) |

| 2021. március 6. 20:45 |

| Juventus                              | 3 – 1               | Lazio      |
| ------------------------------------- | ------------------- | ---------- |
| Rabiot 39' Morata 57', 60' (11-esből) | (1 – 1) Jegyzőkönyv | 14' Correa |

| Juventus Aréna, Torino Nézőszám: 0 Játékvezető: Davide Massa (olasz) |

| 2021. március 14. 18:00 |

| Cagliari    | 1 – 3               | Juventus                         |
| ----------- | ------------------- | -------------------------------- |
| Simeone 61' | (0 – 3) Jegyzőkönyv | 10', 25' (11-esből), 32' Ronaldo |

| Sardegna Arena, Cagliari Nézőszám: 0 Játékvezető: Gianpaolo Calvarese (olasz) |

| 2021. március 21. |

| Juventus | 0 – 1               | Benevento |
| -------- | ------------------- | --------- |
|          | (0 – 0) Jegyzőkönyv | 69' Gaich |

| Juventus Aréna, Torino Nézőszám: 0 Játékvezető: Rosario Abisso (olasz) |

### Április
| 2021. április 3. 18:00 |

| Torino            | 2 – 2               | Juventus               |
| ----------------- | ------------------- | ---------------------- |
| Sanabria 27', 46' | (1 – 1) Jegyzőkönyv | 13' Chiesa 79' Ronaldo |

| Olimpiai Stadion, Torino Nézőszám: 0 Játékvezető: Michael Fabbri (olasz) |

| 2021. április 7., a Napoli 2020. október 4-én halasztást kért, melyet az Olasz szövetségtől nem kapott meg, ezután nem jelent meg a csapat a mérkőzésen. Első döntés értelmében 3–0-ás győzelmet ítéltek meg a torinóiaknak. Később a szövetség mégis törölte és elfogadta a kérelmet és ezért le kellett játszani egy másik időpontban a mérkőzést. 18:45 |

| Juventus               | 2 – 1               | Napoli                 |
| ---------------------- | ------------------- | ---------------------- |
| Ronaldo 13' Dybala 73' | (1 – 0) Jegyzőkönyv | 90' (11-esből) Insigne |

| Allianz Stadion, Torino Nézőszám: 0 Játékvezető: Maurizio Mariani (olasz) |

| 2021. április 11. 15:00 |

| Juventus                              | 3 – 1           | Genoa        |
| ------------------------------------- | --------------- | ------------ |
| Kulusevski 4' Morata 22' McKennie 70' | (–) Jegyzőkönyv | 49' Scamacca |

| Juventus Aréna, Torino Nézőszám: 0 Játékvezető: Marco Di Bello (olasz) |

| 2021. április 18. 15:00 |

| Atalanta        | 1 – 0               | Juventus |
| --------------- | ------------------- | -------- |
| Malinovskyi 87' | (0 – 0) Jegyzőkönyv |          |

| Atleti Azzurri d’Italia Stadion, Bergamo Nézőszám: 0 Játékvezető: Daniele Orsato (olasz) |

| 2021. április 21. 20:45 |

| Juventus                         | 3 – 1               | Parma       |
| -------------------------------- | ------------------- | ----------- |
| Alex Sandro 43', 47' De Ligt 68' | (2 – 1) Jegyzőkönyv | 25' Brugman |

| Juventus Aréna, Torino Nézőszám: 0 Játékvezető: Piero Giacomelli (olasz) |

| 2021. április 25. 15:00 |

| Fiorentina              | 1 – 1               | Juventus   |
| ----------------------- | ------------------- | ---------- |
| Vlahović 29' (11-esből) | (1 – 0) Jegyzőkönyv | 46' Morata |

| Artemio Franchi Stadion, Firenze Nézőszám: 0 Játékvezető: Davide Massa (olasz) |

### Május
| 2021. május 2. 18:00 |

| Udinese    | 1 – 2               | Juventus                    |
| ---------- | ------------------- | --------------------------- |
| Molina 10' | (1 – 0) Jegyzőkönyv | 83' (11-esből), 89' Ronaldo |

| Friuli Stadion, Udine Játékvezető: Daniele Chiffi (olasz) |

| 2021. május 9. 20:45 |

| Juventus | 0 – 3               | AC Milan                                 |
| -------- | ------------------- | ---------------------------------------- |
|          | (0 – 1) Jegyzőkönyv | 45+1' Brahim Kessié 78' Rebić 82' Tomori |

| Juventus Aréna, Torino Nézőszám: 0 Játékvezető: Paolo Valeri (olasz) |

| 2021. május 12. 20:45 |

| Sassuolo              | 1 – 3               | Juventus                          |
| --------------------- | ------------------- | --------------------------------- |
| Berardi Raspadori 59' | (0 – 2) Jegyzőkönyv | 28' Rabiot 45' Ronaldo 66' Dybala |

| Mapei Stadion, Reggio Emilia Nézőszám: 0 Játékvezető: Piero Giacomelli (olasz) |

| 2021. május 15. 18:00 |

| Juventus                                     | 3 – 2               | Internazionale           |
| -------------------------------------------- | ------------------- | ------------------------ |
| Ronaldo , 24' Cuadrado 45+3', 88' (11-esből) | (2 – 1) Jegyzőkönyv | 35' Lukaku 83' Chiellini |

| Juventus Aréna, Torino Nézőszám: 0 Játékvezető: Gianpaolo Calvarese (olasz) |

| 2021. május 23. 20:45 |

| Bologna      | 0 – 3               | Juventus                             |
| ------------ | ------------------- | ------------------------------------ |
| Orsolini 85' | (1 – 4) Jegyzőkönyv | 6' Chiesa 29', 47' Morata 45' Rabiot |

| Renato Dall’Ara Stadion, Bologna Nézőszám: 0 Játékvezető: Paolo Valeri (olasz) |

## TIMolasz kupa
| 2020. január 13. 20:45 |

| Juventus                            | 3 – 2 (h. u.)       | Genoa        |
| ----------------------------------- | ------------------- | ------------ |
| Kulusevski 2' Morata 23' Rafia 105' | (2 – 1) Jegyzőkönyv | 74' Melegoni |

| Allianz Stadion, Torino Nézőszám: 0 Játékvezető: Daniele Chiffi (olasz) |

| 2021 január 27. 20:45 |

| Juventus                                                       | 4 – 0               | SPAL |
| -------------------------------------------------------------- | ------------------- | ---- |
| Morata 16' (11-esből) Frabotta 33' Kulusevski 78' Chiesa 90+4' | (2 – 0) Jegyzőkönyv |      |

| Allianz Stadion, Torino Játékvezető: Ivano Pezzuto (olasz) |

| 2021 február 03. 20:45, elődöntő első mérkőzés |

| Internazionale | 1 – 2               | Juventus                    |
| -------------- | ------------------- | --------------------------- |
| Martínez 9'    | (1 – 2) Jegyzőkönyv | 26' (11-esből), 35' Ronaldo |

| Giuseppe Meazza Stadion, Milánó Nézőszám: 0 Játékvezető: Gianpaolo Calvarese (olasz) |

| 2021. február 09. 20:45, elődöntő második mérkőzés |

| Juventus | 0 – 0       | Internazionale |
| -------- | ----------- | -------------- |
|          | Jegyzőkönyv |                |

| Allianz Stadion, Torino Nézőszám: 0 Játékvezető: Maurizio Mariani (olasz) |

| 2021. május 19. 21:00, Döntő |

| Atalanta        | 1 – 2                         | Juventus                  |
| --------------- | ----------------------------- | ------------------------- |
| Malinovskyi 41' | (1 – 1) Jegyzőkönyv Részletek | 31' Kulusevski 73' Chiesa |

| Nézőszám: 4 200 Játékvezető: Davide Massa (olasz) |

## Olasz szuperkupa
| 2021. január 20., döntő 21:00 |

| Juventus                 | 2 – 0               | Napoli  |
| ------------------------ | ------------------- | ------- |
| Ronaldo 64' Morata 90+5' | (0 – 0) Jegyzőkönyv | Insigne |

| Mapei Stadion – Città del Tricolore, Reggio Emilia Nézőszám: 0 |

## Bajnokok ligája

### G csoport
| Hely. | Csapat       | M | Gy | D | V | G+ | G– | Gk  | P  | Továbbjutás                             |  | JUV | BAR | DKV | FTC |
| ----- | ------------ | - | -- | - | - | -- | -- | --- | -- | --------------------------------------- |  | --- | --- | --- | --- |
| 1.    | Juventus     | 6 | 5  | 0 | 1 | 14 | 4  | +10 | 15 | Továbbjut az egyenes kieséses szakaszba |  | —   | 0–2 | 3–0 | 2–1 |
| 2.    | Barcelona    | 6 | 5  | 0 | 1 | 16 | 5  | +11 | 15 | Továbbjut az egyenes kieséses szakaszba |  | 0–3 | —   | 2–1 | 5–1 |
| 3.    | Dinamo Kijiv | 6 | 1  | 1 | 4 | 4  | 13 | −9  | 4  | Átkerül az Európa-ligába                |  | 0–2 | 0–4 | —   | 1–0 |
| 4.    | Ferencváros  | 6 | 0  | 1 | 5 | 5  | 17 | −12 | 1  |                                         |  | 1–4 | 0–3 | 2–2 | —   |

### Csoportkör
| 2020. október 20. 18:55 |

| Dinamo Kijiv | 0 – 2               | Juventus        |
| ------------ | ------------------- | --------------- |
|              | (0 – 0) Jegyzőkönyv | 46', 84' Morata |

| Olimpiai Stadion, Kijev, Ukrajna Nézőszám: 14 850 Játékvezető: Ovidiu Hațegan (román) |

| 2020. október 28. 21:00 |

| Juventus | 0 – 2               | Barcelona                          |
| -------- | ------------------- | ---------------------------------- |
|          | (0 – 1) Jegyzőkönyv | 14' Dembélé 90+1' (11-esből) Messi |

| Juventus Stadion, Torino, Olaszország Nézőszám: 0 Játékvezető: Danny Makkelie (holland) |

| 2020. november 4. 21:00 |

| Ferencváros | 1 – 4               | Juventus                            |
| ----------- | ------------------- | ----------------------------------- |
| Boli 90'    | (0 – 0) Jegyzőkönyv | 7', 60' Morata 73' Dybala 81' Dvali |

| Puskás Aréna, Budapest, Magyarország Nézőszám: 18 531 Játékvezető: Orel Grinfeld (izraeli) |

| 2020. november 24. 21:00 |

| Juventus                 | 2 – 1               | Ferencváros |
| ------------------------ | ------------------- | ----------- |
| Ronaldo 35' Morata 90+2' | (1 – 1) Jegyzőkönyv | 19' Uzuni   |

| Juventus Stadion, Torino, Olaszország Nézőszám: 0 Játékvezető: Daniel Siebert (német) |

| 2020. december 2. 21:00 |

| Juventus                          | 3 – 0               | Dinamo Kijiv |
| --------------------------------- | ------------------- | ------------ |
| Chiesa 21' Ronaldo 57' Morata 66' | (1 – 0) Jegyzőkönyv |              |

| Juventus Stadion, Torino, Olaszország Nézőszám: 0 Játékvezető: Stéphanie Frappart (francia) |

| 2020. december 8. 21:00 |

| Barcelona | 0 – 3               | Juventus                                            |
| --------- | ------------------- | --------------------------------------------------- |
|           | (0 – 2) Jegyzőkönyv | 13' (11-esből), 52' (11-esből) Ronaldo 20' McKennie |

| Camp Nou, Barcelona, Spanyolország Nézőszám: 0 Játékvezető: Tobias Stieler (német) |

### Nyolcaddöntők
| 2021. február 17. 20:00 |

| FC Porto             | 2 – 1               | Juventus   |
| -------------------- | ------------------- | ---------- |
| Taremi 1' Marega 46' | (1 – 0) Jegyzőkönyv | 82' Chiesa |

| Estádio do Dragão, Porto, Portugália Nézőszám: 0 Játékvezető: Carlos del Cerro Grande (spanyol) |

| 2021. március 9. 21:00, (összesítettben 4 – 4 lett, idegenben lőtt több góllal a Porto jutott tovább) |

| Juventus                    | 3 – 2               | FC Porto           |
| --------------------------- | ------------------- | ------------------ |
| Chiesa 49', 63' Rabiot 117' | (0 – 1) Jegyzőkönyv | 19', 115' Oliveira |

| Juventus Stadion, Torino, Olaszország Nézőszám: 0 Játékvezető: Björn Kuipers (holland) |

## Statisztika
Legutóbb frissítve: 2021. május 23-án lett.
| Kiírás          | Statisztikák | Statisztikák | Statisztikák | Statisztikák | Statisztikák | Statisztikák | Statisztikák | Kezdő forduló/ helyezés | Végső forduló/ helyezés | Mérkőzések dátumai   | Mérkőzések dátumai | Mérkőzések dátumai |
| Kiírás          | M            | GY           | D            | V            | LG–KG        | GK           | Gy %         | Kezdő forduló/ helyezés | Végső forduló/ helyezés | Első                 | Utolsó             | Következő          |
| --------------- | ------------ | ------------ | ------------ | ------------ | ------------ | ------------ | ------------ | ----------------------- | ----------------------- | -------------------- | ------------------ | ------------------ |
| Serie A         | 38           | 23           | 09           | 06           | 77 – 37      | +39          | 60.53%       | 3.                      | 4.                      | 2020. szeptember 20. | 2021. május 23.    | -                  |
| Olasz kupa      | 05           | 04           | 01           | 0            | 11 – 4       | +7           | 80.00%       | (legjobb 32)            | Győztes                 | 2021. január 13.     | 2021. május 19.    | -                  |
| Bajnokok ligája | 08           | 06           | 0            | 02           | 18 – 8       | +10          | 75.00%       | (csoportkör)            | Legjobb 16 között       | 2020. október 20.    | 2021. március 09.  | -                  |
| Összesen        | 52           | 034          | 010          | 08           | 108 – 50     | +58          | 65.38%       | –                       | –                       | –                    | –                  | –                  |

| Összesen | Összesen | Összesen | Összesen | Összesen | Összesen | Összesen | Otthon | Otthon | Otthon | Otthon | Otthon  | Otthon | Otthon | Idegenben | Idegenben | Idegenben | Idegenben | Idegenben | Idegenben | Idegenben |
| M        | GY       | D        | V        | LG–KG    | GK       | P        | M      | GY     | D      | V      | LG–KG   | GK     | P      | M         | GY        | D         | V         | LG–KG     | GK        | P         |
| -------- | -------- | -------- | -------- | -------- | -------- | -------- | ------ | ------ | ------ | ------ | ------- | ------ | ------ | --------- | --------- | --------- | --------- | --------- | --------- | --------- |
| 38       | 23       | 9        | 6        | 77 – 38  | +39      | 78       | 19     | 14     | 2      | 3      | 40 – 18 | +22    | 44     | 19        | 9         | 7         | 3         | 37 – 20   | +17       | 34        |

### Helyezések fordulónként
| Forduló  | 1  | 2  | 3  | 4  | 5  | 6  | 7  | 8  | 9  | 10 | 11 | 12 | 13 | 14 | 15 | 16 | 17 | 18 | 19 | 20 | 21 | 22 | 23 | 24 | 25 | 26 | 27 | 28 | 29 | 30 | 31 | 32 | 33 | 34 | 35 | 36 | 37 | 38 |
| -------- | -- | -- | -- | -- | -- | -- | -- | -- | -- | -- | -- | -- | -- | -- | -- | -- | -- | -- | -- | -- | -- | -- | -- | -- | -- | -- | -- | -- | -- | -- | -- | -- | -- | -- | -- | -- | -- | -- |
| Helyszín | O  | I  | O  | I  | O  | I  | I  | O  | I  | O  | I  | O  | I  | O  | O  | I  | O  | I  | O  | I  | O  | I  | O  | I  | O  | O  | I  | O  | I  | O  | I  | O  | I  | I  | O  | I  | O  | I  |
| Eredmény | GY | D  | GY | D  | D  | GY | D  | GY | D  | GY | GY | D  | GY | V  | GY | GY | GY | V  | GY | GY | GY | V  | GY | D  | GY | GY | GY | V  | D  | GY | V  | GY | D  | GY | V  | GY | GY | GY |
| Helyezés | 3. | 6. | 4. | 5. | 5. | 3. | 5. | 4. | 4. | 4. | 4. | 3. | 4. | 6. | 5. | 4. | 4. | 5. | 4. | 4. | 3. | 4. | 3. | 3. | 3. | 3. | 3. | 3. | 4. | 3. | 4. | 4. | 4. | 3. | 5. | 5. | 5. | 4. |

Helyszín: O = Otthon; I = Idegenben. Eredmény: GY = Győzelem; D = Döntetlen; V = Vereség.

A csapat helyezései fordulónként, idővonalon ábrázolva.

### Góllövőlista
Legutóbb frissítve: 2021. május 23-án lett.
| #        | Mezszám  | Poszt       | Nemzet            | Név               | Serie A | Olasz szuperkupa (Supercoppa) | Olasz kupa (Coppa Italia) | Bajnokok Ligája | Összesen |
| -------- | -------- | ----------- | ----------------- | ----------------- | ------- | ----------------------------- | ------------------------- | --------------- | -------- |
| 1        | 7        | csatár      | portugál          | Cristiano Ronaldo | 29      | 1                             | 2                         | 4               | 36       |
| 2        | 9        | csatár      | Álvaro Morata     | 11                | 1       | 2                             | 6                         | 20              |          |
| 3        | 22       | középpályás | Federico Chiesa   | 8                 | 0       | 2                             | 4                         | 14              |          |
| 4        | 44       | középpályás | Dejan Kulusevski  | 4                 | 0       | 3                             | 0                         | 7               |          |
| 5        | 14       | középpályás | Weston McKennie   | 5                 | 0       | 0                             | 1                         | 6               |          |
| 6        | 10       | csatár      | Paulo Dybala      | 4                 | 0       | 0                             | 1                         | 5               |          |
| 6        | 25       | középpályás | Adrien Rabiot     | 4                 | 0       | 0                             | 1                         | 5               |          |
| 8        | 8        | középpályás | Aaron Ramsey      | 2                 | 0       | 0                             | 0                         | 2               |          |
| 8        | 12       | hátvéd      | Alex Sandro       | 2                 | 0       | 0                             | 0                         | 2               |          |
| 8        | 16       | hátvéd      | Juan Cuadrado     | 2                 | 0       | 0                             | 0                         | 2               |          |
| 8        | 19       | hátvéd      | Leonardo Bonucci  | 2                 | 0       | 0                             | 0                         | 2               |          |
| 12       | 4        | hátvéd      | Matthijs de Ligt  | 1                 | 0       | 0                             | 0                         | 1               |          |
| 12       | 5        | középpályás | Arthur            | 1                 | 0       | 0                             | 0                         | 1               |          |
| 12       | 13       | hátvéd      | Danilo            | 1                 | 0       | 0                             | 0                         | 1               |          |
| 12       | 38       | hátvéd      | Gianluca Frabotta | 0                 | 0       | 1                             | 0                         | 1               |          |
| 12       | 50       | csatár      | Hamza Rafia       | 0                 | 0       | 1                             | 0                         | 1               |          |
| Öngólok  | Öngólok  | Öngólok     | Öngólok           | 1                 | 0       | 0                             | 1                         | 2               |          |
| Összesen | Összesen | Összesen    | Összesen          | 77                | 2       | 11                            | 18                        | 108             |          |

### Kapusteljesítmények
Az alábbi táblázatban a csapat kapusainak teljesítményét tüntettük fel.
A felkészülési mérkőzéseket nem vettük figyelembe.
2021. május 23-án lett frissítve
| Helyezés | Kapus             | Bajnokság        | Bajnokság         | Olasz szuperkupa | Olasz szuperkupa  | Olasz Kupa      | Olasz Kupa        | Bajnokok Ligája | Bajnokok Ligája   | Összesen        | Összesen          |
| Helyezés | Kapus             | Összes mérkőzést | Ebből gól nélküli | Összes mérkőzés  | Ebből gól nélküli | Összes mérkőzés | Ebből gól nélküli | Összes mérkőzés | Ebből gól nélküli | Összes mérkőzés | Ebből gól nélküli |
| -------- | ----------------- | ---------------- | ----------------- | ---------------- | ----------------- | --------------- | ----------------- | --------------- | ----------------- | --------------- | ----------------- |
| 1        | Wojciech Szczęsny | 28               | 5                 | 1                | 1                 | 0               | 0                 | 7               | 2                 | 36              | 8                 |
| 2        | Gianluigi Buffon  | 6                | 3                 | 0                | 0                 | 4               | 2                 | 1               | 1                 | 11              | 6                 |
| 3        | Carlo Pinsoglio   | 1                | 0                 | 0                | 0                 | 0               | 0                 | 0               | 0                 | 1               | 0                 |
|          |                   | 34               | 8                 | 1                | 1                 | 4               | 2                 | 8               | 3                 | 47              | 14                |

### Keret statisztika
A pályára lépesek és a gólok legutóbb frissítve: 2021. május 23-án lett.
| 1                        | GK | Wojciech Szczęsny     | 28 | 0  | 1 | 0 | 0 | 0 | 7 | 0 | 36 | 0  |
| 3                        | DF | Giorgio Chiellini     | 11 | 0  | 1 | 0 | 3 | 0 | 3 | 0 | 18 | 0  |
| 4                        | DF | Matthijs de Ligt      | 18 | 0  | 0 | 0 | 3 | 0 | 5 | 0 | 26 | 0  |
| 5                        | MF | Arthur                | 17 | 1  | 1 | 0 | 2 | 0 | 7 | 0 | 27 | 1  |
| 7                        | FW | Cristiano Ronaldo     | 26 | 27 | 1 | 1 | 3 | 2 | 6 | 4 | 36 | 34 |
| 8                        | MF | Aaron Ramsey          | 19 | 2  | 1 | 0 | 2 | 0 | 7 | 0 | 27 | 2  |
| 9                        | FW | Álvaro Morata         | 24 | 9  | 1 | 1 | 3 | 2 | 8 | 6 | 36 | 18 |
| 10                       | FW | Paulo Dybala          | 12 | 2  | 0 | 0 | 0 | 0 | 4 | 1 | 17 | 3  |
| 12                       | DF | Alex Sandro           | 17 | 0  | 0 | 0 | 3 | 0 | 5 | 0 | 25 | 0  |
| 13                       | DF | Danilo                | 27 | 1  | 1 | 0 | 3 | 0 | 7 | 0 | 38 | 1  |
| 14                       | MF | Weston McKennie       | 25 | 4  | 1 | 0 | 3 | 0 | 7 | 1 | 36 | 5  |
| 16                       | DF | Juan Cuadrado         | 21 | 0  | 1 | 0 | 2 | 0 | 6 | 0 | 30 | 0  |
| 19                       | DF | Leonardo Bonucci      | 22 | 2  | 1 | 0 | 3 | 0 | 6 | 0 | 31 | 2  |
| 22                       | MF | Federico Chiesa       | 24 | 8  | 1 | 0 | 4 | 1 | 8 | 4 | 36 | 13 |
| 25                       | MF | Adrien Rabiot         | 25 | 3  | 1 | 0 | 4 | 0 | 7 | 1 | 37 | 4  |
| 28                       | DF | Merih Demiral         | 14 | 0  | 0 | 0 | 4 | 0 | 5 | 0 | 23 | 0  |
| 30                       | MF | Rodrigo Bentancur     | 24 | 0  | 1 | 0 | 4 | 0 | 7 | 0 | 35 | 0  |
| 31                       | GK | Carlo Pinsoglio       | 1  | 0  | 0 | 0 | 0 | 0 | 0 | 0 | 1  | 0  |
| 33                       | MF | Federico Bernardeschi | 25 | 0  | 1 | 0 | 4 | 0 | 7 | 0 | 37 | 0  |
| 34                       | FW | Marco Da Graca        | 0  | 0  | 0 | 0 | 1 | 0 | 0 | 0 | 1  | 0  |
| 36                       | DF | Alessandro Di Pardo   | 4  | 0  | 0 | 0 | 1 | 0 | 0 | 0 | 5  | 0  |
| 37                       | DF | Radu Drăgușin         | 1  | 0  | 0 | 0 | 2 | 0 | 1 | 0 | 4  | 0  |
| 38                       | MF | Gianluca Frabotta     | 15 | 0  | 0 | 0 | 1 | 1 | 1 | 0 | 17 | 1  |
| 40                       | FW | Giacomo Vrioni        | 1  | 0  | 0 | 0 | 1 | 0 | 0 | 0 | 1  | 0  |
| 41                       | MF | Nicolò Fagioli        | 1  | 0  | 0 | 0 | 1 | 0 | 0 | 0 | 2  | 0  |
| 44                       | MF | Dejan Kulusevski      | 27 | 3  | 1 | 0 | 4 | 2 | 6 | 0 | 38 | 5  |
| 50                       | FW | Hamza Rafia           | 0  | 0  | 0 | 0 | 1 | 1 | 0 | 0 | 1  | 1  |
| 77                       | GK | Gianluigi Buffon      | 6  | 0  | 0 | 0 | 4 | 0 | 1 | 0 | 11 | 0  |
| Már nem tagja a keretnek |    |                       |    |    |   |   |   |   |   |   |    |    |
| 2                        | DF | Mattia De Sciglio     | 1  | 0  | 0 | 0 | 0 | 0 | 0 | 0 | 1  | 0  |
| 11                       | FW | Douglas Costa         | 2  | 0  | 0 | 0 | 0 | 0 | 0 | 0 | 2  | 0  |
| 39                       | MF | Manolo Portanova      | 2  | 0  | 0 | 0 | 1 | 0 | 0 | 0 | 3  | 0  |
| 52                       | DF | Wesley                | 0  | 0  | 0 | 0 | 1 | 0 | 0 | 0 | 1  | 0  |